# 綾川
綾川（あやがわ）は、香川県中部を流れる綾川水系の本流で、二級河川。香川県下では最長の河川である。流域の多くは花崗岩から成る。

## 地理
讃岐山脈最高峰の竜王山北麓付近（香川県高松市塩江町安原下）に発し西流のち北流。長柄池を経て田万川を併せ、おおむね北西に流れを転じる。綾歌郡綾川町北部から坂出市にかけて府中湖が広がり、坂出市街東部をかすめ、坂出市林田町と同市江尻町の境界から瀬戸内海に注ぐ。
長柄池には長柄ダムが、府中湖には府中ダムがあり、治水と前者は灌漑・生活用水を、後者は工業用水を担っている。
滝宮付近では大束川の上流部をうばった河川争奪の跡が見られる。
2006年（平成18年）3月21日、上中流域の綾歌郡綾上町・綾南町は対等合併し、この川の名にちなんで綾歌郡綾川町となった。この枠組みは2006年（平成18年）4月1日の警察署の管轄変更（綾南警察署→高松西警察署）に反映されている。

## 流域の自治体
香川県
高松市、綾歌郡綾川町、坂出市

## 柏原渓谷
柏原渓谷（かしはらけいこく）は、綾川上流の前山(643.1m)と笠形山（771m）の間約7kmの区間にわたる渓谷である 。名はカシワの木が多く生育していたことによる。林野庁により柏原渓谷として水源の森百選に選定されているほか香川のみどり百選にも選定されている。
| 山岳        | 面積(ha) | 標高(m)    | 人工林(%) | 天然林(%) | 主な樹種                           | 制限林           | 種類                 |
| ----------- | -------- | ---------- | --------- | --------- | ---------------------------------- | ---------------- | -------------------- |
| 笠形山 前山 | 664      | 330 ～798m | 44        | 56        | ヒノキ・アカマツ・クロマツ・コナラ | 水源かん養保安林 | ダム貯水（長柄ダム） |

浸食をうけた花崗岩の奇岩が見事な渓谷美を見せ、春はツツジ、秋はモミジが流れを彩る。渓谷には、「柏原渓谷キャンプ村TaTuTaの森」が整備されているほか、清流を利用してアユの養殖も行っている。また、上流には弘法大師（空海）が88体の石仏を建立したという伝説があり、現在は弘法庵が建てられている。
- 所在地：香川県綾歌郡綾上町枌所東（データは指定年1995年（平成7年）7月)。渓谷に向かうには枌所地区を通る香川県道39号、もしくは高松市塩江町安原下の国道193号から分岐している香川県道167号を使用する。

## 利水施設
- 長柄ダム（香川県綾歌郡綾川町枌所西/綾川町東分、長柄池）
- 府中ダム（香川県坂出市府中町、府中湖）

## 主な橋梁
| 橋梁名         | 左岸         | 右岸         | 全長   | 道路名                          |
| -------------- | ------------ | ------------ | ------ | ------------------------------- |
| 川尻大橋       | 坂出市江尻町 | 坂出市林田町 |        | さぬき浜街道                    |
| 川尻橋         | 坂出市西庄町 | 坂出市林田町 |        |                                 |
| 雲井橋         | 坂出市林田町 | 坂出市林田町 |        |                                 |
| 新雲井橋       | 坂出市林田町 | 坂出市林田町 |        | 香川県道16号高松王越坂出線      |
| 長命寺橋       | 坂出市加茂町 | 坂出市加茂町 |        |                                 |
| 新綾川橋       | 坂出市西庄町 | 坂出市加茂町 |        | 国道11号                        |
| 綾川橋         | 坂出市府中町 | 坂出市加茂町 |        | 香川県道180号鴨川停車場五色台線 |
| 鴨川新橋       | 坂出市府中町 | 坂出市加茂町 |        | 香川県道187号林田府中線         |
| 綾川大橋       | 坂出市府中町 | 坂出市府中町 |        | 香川県道33号高松善通寺線        |
| JR四国予讃線   | 坂出市府中町 | 坂出市府中町 |        |                                 |
| 石井橋         | 坂出市府中町 | 坂出市府中町 |        | 香川県道18号善通寺府中線        |
| 府中湖大橋     | 坂出市府中町 | 坂出市府中町 |        |                                 |
| さぬき府中湖橋 | 坂出市府中町 | 坂出市府中町 | 200m   | 高松自動車道                    |
| 綾南橋         | 綾川町滝宮   | 綾川町滝宮   | 75m    | 香川県道184号綾川府中線         |
| 新滝宮橋       | 綾川町滝宮   | 綾川町滝宮   | 110m   | 国道32号                        |
| 滝宮橋         | 綾川町滝宮   | 綾川町滝宮   | 91.5m  | 香川県道282号高松琴平線         |
| 琴電琴平線     | 綾川町滝宮   | 綾川町滝宮   |        |                                 |
| 宮武橋         | 綾川町羽床下 | 綾川町滝宮   | 104m   |                                 |
| 桶田橋         | 綾川町羽床下 | 綾川町滝宮   |        |                                 |
| 御山大橋       | 綾川町羽床上 | 綾川町北     | 156.2m | 香川県道278号綾歌綾川線         |
| 一本松橋       | 綾川町羽床上 | 綾川町北     |        | 香川県道185号造田滝宮線         |
| 綾上橋         | 綾川町山田下 | 綾川町山田下 |        | 国道377号                       |
| 長田橋         | 綾川町山田下 | 綾川町山田下 |        |                                 |
| 山田新橋       | 綾川町山田上 | 綾川町山田上 |        | 国道377号                       |
| 山田橋         | 綾川町山田上 | 綾川町山田上 |        | 香川県道182号千疋西分線         |
| 空港西大橋     | 綾川町山田上 | 綾川町山田上 |        | 中讃南部広域農道                |
| 栗原橋         | 綾川町山田上 | 綾川町山田上 |        | 国道377号                       |
| 長柄大橋       | 綾川町枌所西 | 綾川町東分   |        |                                 |
| 新名大橋       | 綾川町枌所西 | 綾川町枌所西 |        | 香川県道39号国分寺中通線        |
| 川浦橋         | 綾川町枌所西 | 綾川町枌所西 |        | 香川県道167号枌所西中徳線       |

## 主な支流
- 西長柄川
- 田万川－竹本川
- 堂谷川
- 梶羽川
- 今滝川
- 富川

## 滝宮公園
滝宮公園（たきのみやこうえん）は香川県綾歌郡綾川町滝宮にある自然公園。

### 概要
公園は金毘羅街道（高松街道）の宿場町として栄えた滝宮の綾川河畔に位置している。1966年の府中ダム完成により渓流の一部が水没したが、1968年にその府中ダムとともに景勝地として新さぬき百景に、1995年には香川新50景に選定されている。
園内はサクラの名所として知られており多数の花見客を集めるほか、釣りスポットとしても知られ、多くの太公望を集めている。綾川の両岸に休憩所が設置されている。川に流れ落ちる「綾川の滝」は近年復元されたもの。公園のシンボルとなっている朱色の滝川橋付近では春になるとこいのぼりが泳ぐ姿を見ることができる。
東隣には菅原道真ゆかりの滝宮天満宮や国の重要文化財の十一面観音立像がある滝宮神社が、西には道の駅滝宮うどん会館が隣接している。公園南側には土木学会選奨土木遺産の滝宮橋がある。

### アクセス
- 高松琴平電気鉄道滝宮駅から徒歩5分
- 香川県道282号高松琴平線沿い

## 流域の観光地
- 滝宮天満宮
- 道の駅滝宮
- さぬき空港公園
- 高山航空公園

## 並行する交通

### 道路
- 国道377号（綾川町山田～羽床下）
- 香川県道184号綾川府中線（綾川町滝宮～坂出市府中町）
- 香川県道33号高松善通寺線（坂出市府中町～西庄町）

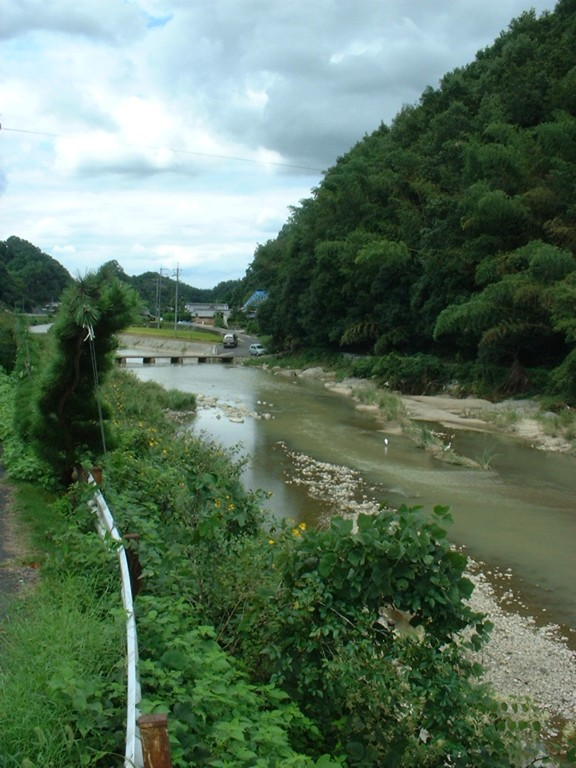
綾川町山田上付近
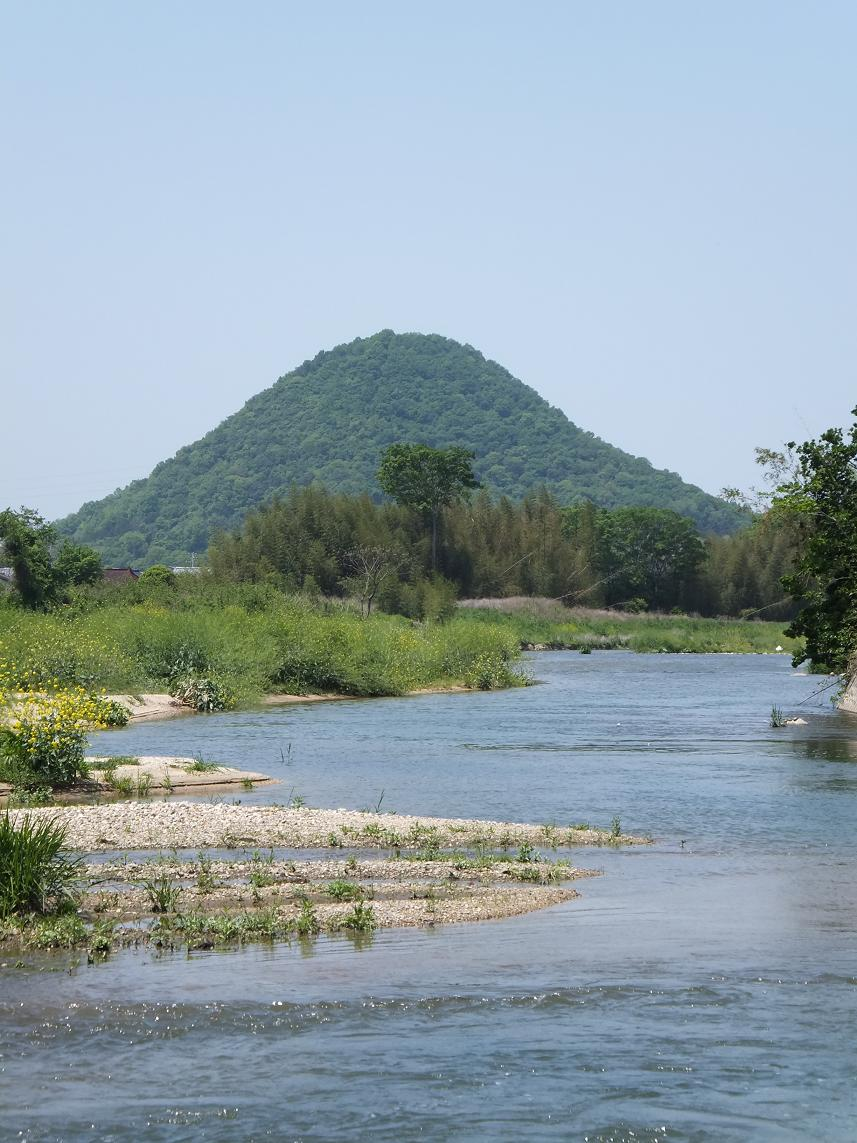
綾川と羽床富士
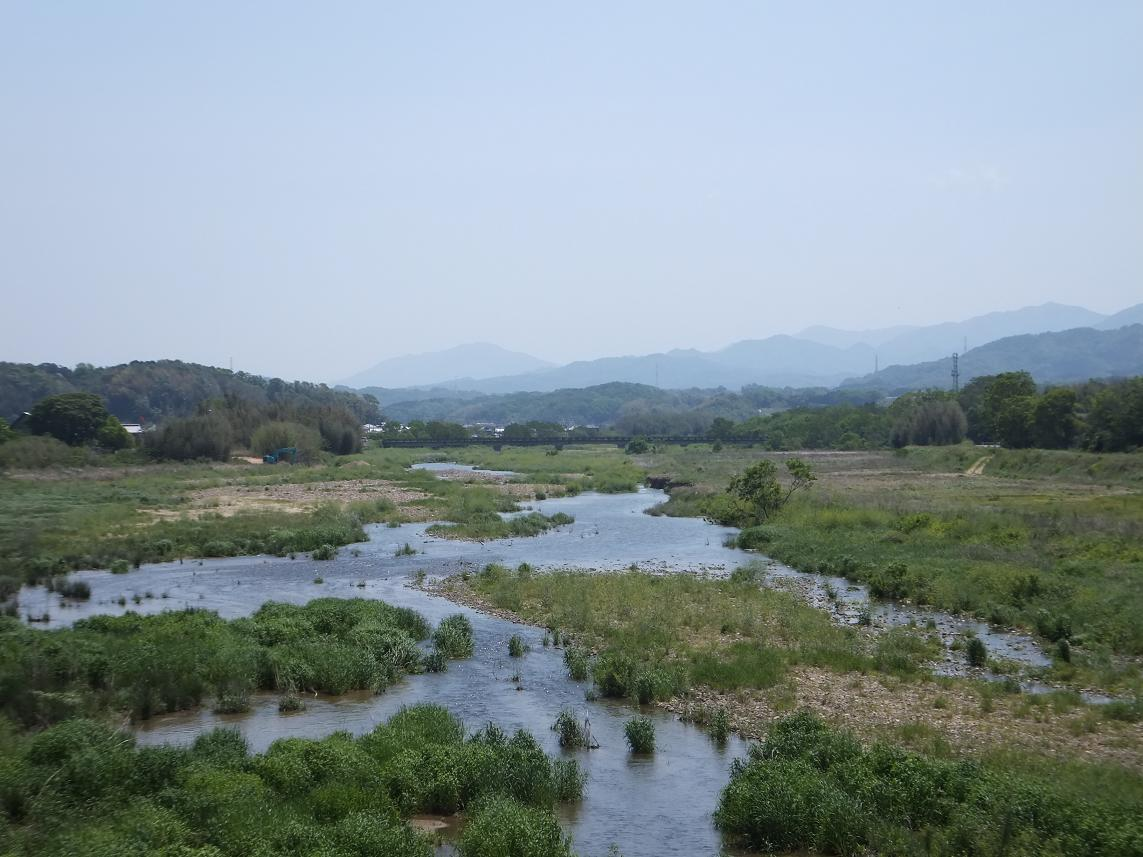
御山大橋より